# NGC 3339
NGC 3339 é uma estrela na direção da constelação de Sextans. O objeto foi descoberto pelo astrônomo Albert Marth em 1865, usando um telescópio refletor com abertura de 48 polegadas. 